# Palazzo delle Poste (Barletta)
L'ex Palazzo delle Poste e Telegrafi è un edificio postale di Barletta situato in piazza Caduti.

## Storia
Il palazzo nacque sulla scia delle costruzioni pubbliche per affermare il potere fascista. Già nel 1903 la classe dirigente barlettana chiedeva a grande voce una nuova sede postale, posta sotto l'egida della direzione provinciale di Bari.
Tra malumori e mancanza di fondi, bisognerà aspettare il 1921 per vedere l'inizio dei lavori, nella centralissima piazza Caduti, su un appezzamento ceduto dal comune di Barletta alla direzione delle Poste.
Su progetto dell'ingegnere barlettano Arturo Boccassini, i lavori di costruzione ebbero inizio nel 1921 e durarono circa quattro anni. La consegna dei lavori avvenne nel maggio 1925 e l'inaugurazione ufficiale nel 1926. 
Il palazzo è assurto a simbolo nazionale nel 1943, quando un gruppo di soldati nazisti fucilarono, davanti a una dei prospetti laterali, 10 vigili urbani e 2 netturbini. L'evento è ricordato come l'eccidio di Barletta.

## Descrizione

### Esterno
L'edificio presenta un impianto regolare. Il prospetto principale è costituito da una balconata e da 14 finestre sui due lati. Svetta sulla balconata centrale un orologio.
Le decorazioni sono semplici e non spiccano per qualità, in perfetto stile razionalista.
Poco visibile e consumata dal tempo, in alto, sotto l'orologio, è posta la scritta "Poste e telegrafi".
Sul lato destro sono visibilissimi i fori dell'eccidio di Barletta e altre 12 finestre serrate.
Si mostra davanti al palazzo, il monumento ai caduti della Grande guerra.

### Interno
L'interno è particolarmente in stato di degrado. La sala centrale presenta 4 postazioni con decorazioni marmoree rosse.
La pavimentazione presenta motivi semplici e geometrici.